# 農帕雷爾 (內布拉斯加州)
農帕雷爾（英語：Nonpareil）是位於美國內布拉斯加州巴克斯岡縣的非建制地區。

## 歷史
農帕雷爾的郵局於1886年設立，1894年關閉後又於1925年重啟，最終於1946年停運。

## 地理
農帕雷爾所處的海拔為高於海平面1332米（即4370英呎），而該地所採用的時區為UTC-7，即北美山地时区（MST）。同時該地設有夏令時間，為UTC-7調快一小時，即UTC-6（MDT）。